# Elektron 2
Elektron 2 (ros. Электрон 2) – radziecki satelita naukowy, wystrzelony razem z Elektronem 1, do badania zewnętrznych i wewnętrznych pasów radiacyjnych na inklinacjach większych niż w ówczesnych podobnych badaniach amerykańskich.
Statek spłonął w trakcie ponownego wejścia w atmosferę ziemską w kwietniu 1997.
Prace nad satelitami rozpoczęły się w czerwcu 1960, po wydaniu odpowiednich dekretów („O zatwierdzeniu prac nad satelitą naukowym Elektron”) 9 maja 1960 i 13 maja 1961.

## Przyrządy naukowe
- Magnetometry ze strumieniomierzami

Zestaw dwóch trójosiowych magnetometrów ze strumieniomierzami, o różnych czułościach (pierwszy: od -120 do +120 gamma, z dokładnością ±2 gamma; drugi: od -1200 do +1200 gamma, z dokładnością ±20 gamma). Częstotliwość pomiaru wektora oboma czujnikami była zmienna: od jednego na 2 minuty do 1 na 8 minut. Kalibracja przeprowadzana była poprzez pomiar pola odniesienia
- Detektor protonów

Zestaw liczników scyntylacyjnych i półprzewodnikowych pracujących w czterech przedziałach energetycznych. W licznikach scyntylacyjnych użyto kryształów o grubościach 0,15 i 3 mm. Cieńszy rejestrował protony o energiach od 1,5 do 10 MeV. Grubszy, w dwóch przedziałach: 5-80 MeV i 9-30 MeV. Osłonę stanowiło aluminium o masie powierzchniowej 2 mg/cm² i ołów o grubości 15-20 mm. Licznik półprzewodnikowy osłonięty był podobną osłoną aluminiową i rejestrował protony o energiach od 1 do 5 MeV. Zliczenia były kumulowane w interwałach 15, 105 lub 465 sekund
- Sferyczny analizator elektrostatyczny
- Detektor słonecznego promieniowania rentgenowskiego (0,2-1,8 nm)
- spektrometr mas
- Eksperyment z ogniwami słonecznymi
- Przyrząd do pomiaru strumienia i składu promieniowania kosmicznego
- Eksperyment szumu radiowego (735 kHz i 1525 kHz)
- Analizator sferyczny

Statek posiadał rejestrator danych, którego używano, gdy statek nie mógł przekazywać danych w czasie rzeczywistym do stacji naziemnych na terytorium ZSRR.